# Збірна Філіппін з хокею із шайбою
Збірна Філіппін з хокею із шайбою — національна чоловіча збірна команда Філіппін, яка представляє країну на міжнародних змаганнях із хокею. Функціонування команди забезпечує Федерація хокею Філіппін, яка є членом ІІХФ.

## Історія
До 2008 року офіційних хокейних ліг на Філіппінах не існувало і всі команди брали участь лише в регіональних змаганнях.
У 2014 році збірну вперше запросили на один із міжнародних турнірів Азії.
У 2015 році створена Федерація хокею Філіппін. 20 травня 2016 року Федерація стала асоційованим членом ІІХФ. Це дозволило залучити збірну до офіційних азійських турнірів.
Дебютувала збірна Філіппін на зимових Азійських іграх. Свій перший матч програла з рахунком 10–5 збірній Киргизстану.
Збірна Філіппін є постійним учвасником Ігор Південно-Східної Азії з 2017 року.
У 2018 році філіппінці дебютували на Кубку Азії.
У 2020 році філіппінці подали заявку на участь у четвертому дивізіоні чемпіонату світу. Однак турнір було скасовано через пандемію COVID-19. Турнір 2021 року також скасували.
У жовтні 2022 року головним тренером збірної став фін Юхан Іяса.
У 2023 році філіппінці дебютували у четвертому дивізіоні в Монголії. Здобувши послідовно три перемоги із трьох над збірними Індонезії, Монголії та Кувейту, забезпечивши собі підвищення до третього дивізіону.
За підсумками змагань у третьому дивізіоні філіппінці посідають місця у нижній частині таблиці, зокрема у 2025 році вони врятувались від пониження перемогою над збірною Сінгапуру з рахунком 7–1 та посіли рятівне п'яте місце.

## Виступи на чемпіонаті світу
- 2023 — 1 місце Дивізіон IV
- 2024 — 4 місце Дивізіон III Група B
- 2025 — 5 місце Дивізіон III Група B